# Onze-Lieve-Vrouw-van-het-Heilig-Hartkapel (Panheel)

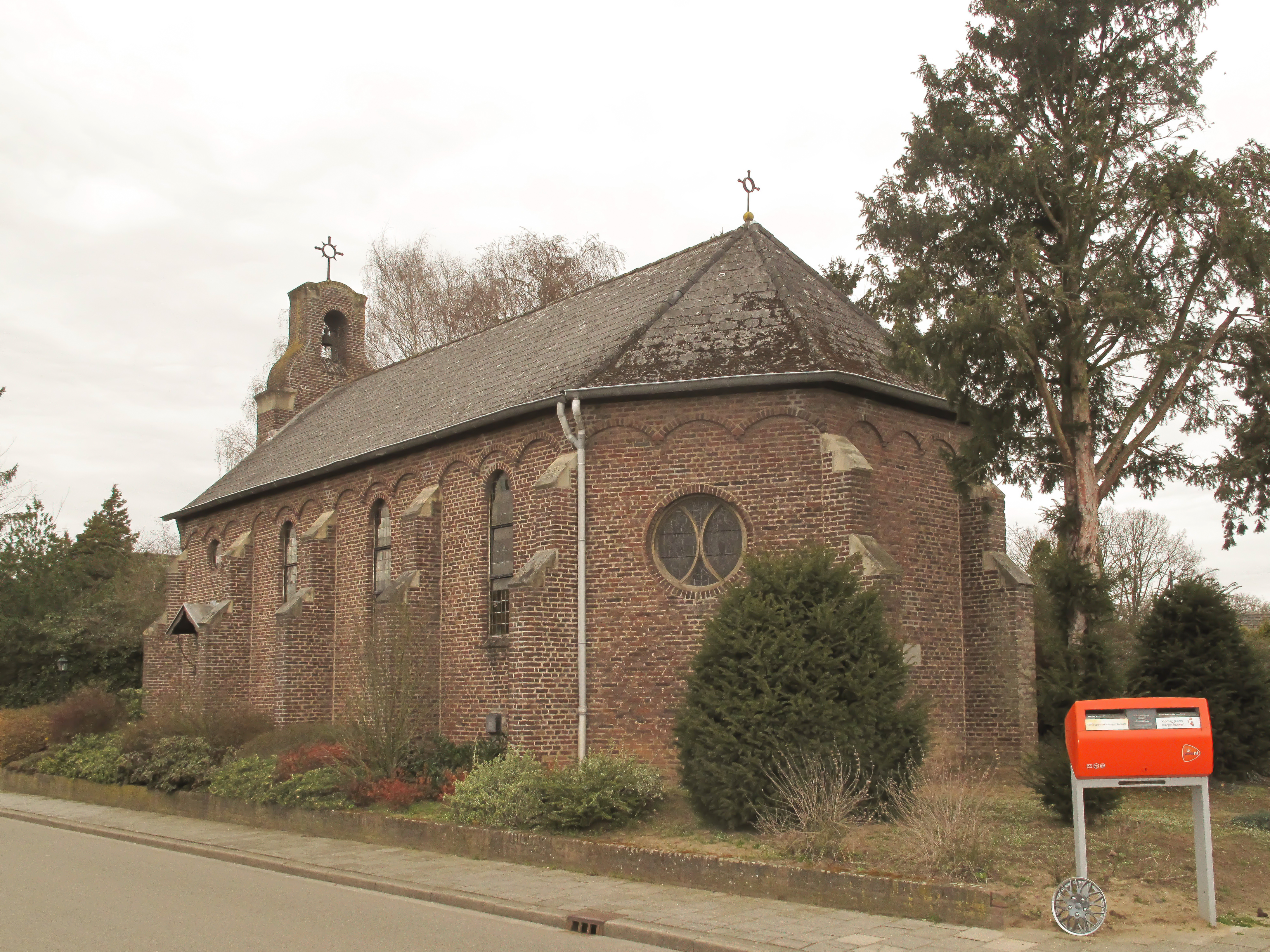
Kapel Onze-Lieve-Vrouwe van het Heilig Hart

De Onze-Lieve-Vrouw-van-het-Heilig-Hartkapel is een hulpkerk te Panheel, gelegen aan de Thornerweg in de Nederlandse gemeente Maasgouw.
Ten noordoosten staat naast de kerk de Sint-Antoniuskapel.
De kapel is gewijd aan het Onbevlekt Hart van Maria.

## Geschiedenis
De eerste kapel werd gebouwd in 1875 ten behoeve van de inwoners van Panheel, die voor het bijwonen van de Mis voordien waren aangewezen op de Sint-Stephanusparochie te Heel. Vooral in de wintertijd werden er Missen opgedragen in deze kapel. Het eenbeukig bakstenen gebouw werd in de laatste maanden van 1944, toen het in de vuurlinie lag, vrijwel geheel verwoest.
Na geldinzamelingen te hebben georganiseerd, kon in 1947 een nieuwe kapel, naar ontwerp van Pierre Weegels, worden ingewijd. Pas in 1964 werd de kapel verheven tot hulpkerk van Heel, en sindsdien konden er het gehele jaar Missen worden opgedragen. 

## Gebouw
De kapel werd gebouwd met bakstenen van de verwoeste kapel, aangevuld met bakstenen van andere verwoeste gebouwen. Het eenbeukig gebouw met neoromaanse stijlkenmerken heeft een driezijdig afgesloten koor en steunberen. De voorgevel is voorzien van een torenachtig risaliet waarvan de top uitgevoerd is als clocher-arcade. Boven de ingang bevindt zich een reliëf in geëmailleerd keramiek dat Maria met Kind als Sterre der Zee toont, evenals het opschrift Maria geleidt ons. In de apsis werd de eerste steen van de voorgaande kapel ingemetseld.
Het interieur heeft wanden van schoon metselwerk en wordt overwelfd door een steekgewelf. De glas-in-loodramen zijn vervaardigd door Max Weiss.